# Blackstone (rzeka w Stanach Zjednoczonych)
Blackstone (ang. Blackstone River) – rzeka w Stanach Zjednoczonych, w stanach Massachusetts i Rhode Island. Długość rzeki wynosi 77 km, a powierzchnia jej dorzecza 1660 km².
Rzeka powstaje z kilku strumieni, których źródła znajdują się wokół miasta Worcester. Nazwę Blackstone przyjmuje w miejscu, gdzie rzeka Middle łączy się Mill Brook, w południowej części Worcester, na wysokości około 135 m n.p.m. Rzeka płynie w kierunku południowo-wschodnim. W mieście Pawtucket Blackstone przechodzi w pływową rzekę Seekonk, która nieco dalej łączy się z rzeką Providence, uchodzącą do zatoki Narragansett (Ocean Atlantycki).
Główne miasta nad rzeką to Worcester, Woonsocket i Pawtucket. Inne większe miejscowości to Millbury, Northbridge, Uxbridge, Millville, Blackstone, Cumberland Hill, Valley Falls i Central Falls.
Począwszy od XIX wieku dolina rzeki była ośrodkiem koncentracji przemysłu, co doprowadziło do jej znacznego zanieczyszczenia. W latach 70. XX wieku podjęto pierwsze działania na rzecz poprawy jakości wód. W 1990 roku w raporcie amerykańskiej Agencji Ochrony Środowiska Blackstone uznana została za najbardziej zanieczyszczoną toksycznymi osadami rzeką w kraju.
Nazwa rzeki upamiętnia Williama Blackstone’a, pierwszego europejskiego osadnika na terenie współczesnego Cumberland.